# Ноймайер, Эдвард
Эдвард Ноймайер (или просто Эд Ноймайер) (англ. Edward Neumeier) — американский сценарист, продюсер и режиссёр, известный прежде всего своей работой над научно-фантастическими фильмами «Робокоп» (RoboCop) и «Звёздный десант» (Starship Troopers). Также он осуществил постановку фильма «Звёздный десант 3: Мародёр» (Starship Troopers 3: Marauder).

## Карьера

### Начало карьеры
Ноймайер изучал журналистику в Университете Калифорнии, Санта-Круз, затем учился в Школе Кинофильма и Телевидения в Университете Калифорнии, Лос-Анджелес (UCLA). После получения степени бакалавра Ноймайер приступил к работе в кинопромышленности Голливуда, сначала как ассистент режиссёра на сериале «Такси», затем как корректор для Paramount Pictures и Columbia Pictures и, наконец, как руководитель нижнего эшелона в компании Universal Pictures.

### «Робокоп»
Ноймайер уже написал свои первые наброски к сценарию фильма «Робокоп», когда получил предложение стать одним из вице-президентов компании Universal Pictures. Он отклонил это предложение, чтобы далее разрабатывать сценарий для фильма RoboCop с Майклом Майнером.
Права на сценарий были выкуплены компанией Orion Pictures, и для постановки фильма был предоставлен бюджет чуть менее $15 миллионов. Режиссёром фильма был назначен Пол Верховен.
Ноймайер принимал участие в постановке фильма «Робокоп», который вышел на экраны в 1987 в Северной Америке. Этот фильм принёс успех, так как объем продаж билетов только в Соединённых Штатах составил более 50 миллионов долларов. Успех фильма побудил его создателей на производство двух сиквелов, «Робокоп 2» и «Робокоп 3», а также двух телесериалов — игрового и анимационного. Большинство из тех, кто принимал участие в создании первого фильма, в постановке этих сериалов уже участия не принимали.

### «Робокоп 2»
Первоначально предполагалось, что сценарий для фильма «Робокоп 2» напишет Ноймайер. Он написал первый проект сценария, но началась забастовка сценаристов, которая помешала завершению проекта. Компания Orion Pictures наняла художника комиксов Фрэнка Миллера для работы над собственным сценарием для фильма.

### «Звездный десант»
Спустя десятилетие после выхода «Робокопа», Ноймайер опять объединился с Полом Верховеном, чтобы работать над фильмом «Звёздный десант» по одноимённому роману 1959 года Роберта А. Хейнлейна. С кадрами насилия и долей сатиры, фильм изображает усилия человеческого рода по обеспечению собственного выживания. Кассовые сборы были более успешны в Европе и Азии, чем в Северной Америке, где продажи билетов составили приблизительно $54 миллионов, хотя журнал Artforum выбрал этот фильм как один из «10 самых высокохудожественных достижений [среди фильмов] 1997 года». Ноймайер также снялся в этом кинофильме в небольшой роли человека, признанного виновным в убийстве и приговоренного к казни с приведением приговора в исполнение немедленно.

### Возвращение «Робокопа»
В январе 2018 года Эдвард Ноймайер заявил, что пишет сценарий к продолжению классического фильма о Роботе-полицейском 1987 года, который будет игнорировать как продолжения, так и перезапуск 2014 года. Четвёртая часть признана возродить франшизу, так как ремейк 2014 года с этим не справился. В июле 2018 года было подтверждено, что новый фильм под названием «Возвращение Робокопа» будет режиссировать Нил Бломкамп и Джастином Роудсом, переписывающим оригинальный сценарий Ноймайера и Майкла Майнера. 

## Личная жизнь
Ноймайер — отец Кейси Ноймайер и Шайн Махаффай.

## Фильмография
- Робокоп (1987) (Сценарист)
- Звёздный десант (1997) (Сценарист)
- Звёздный десант 2: Герой Федерации (2004) (Сценарист)
- Анаконда 2: Охота за проклятой орхидеей (2004) (Сценарист)
- Звёздный десант 3: Мародёр (2008) (Режиссёр)
- Звёздный десант: Вторжение (2012) (Продюсер)
- Звёздный десант: Предатель Марса (2017) (Сценарист)
- Возвращение Робокопа (TBA) (Сценарист)